# Норрпортен Арена
Норрпортен Арена (швед. Norrporten Arena) — футбольний стадіон у шведському місті Сундсвалль, домашня арена футбольних клубів «ГІФ Сундсвалль» та «Сундсвалль ДФФ». Відкритий у 1903 році та неодноразово реконструйований. Максимальна місткість стадіону становить 8 500 глядачів. Окрім футбольних матчів на стадіоні проводяться численні концерти. До 2006 року мав назву Сундсвалль Ідроттспарк.

## Історія
Перше відкриття стадіону відбулося 6 серпня 1903 року (за іншими даними 8 серпня того ж року). Від дня заснування до 1 січня 2006 року споруда носила ім'я Сундсвалль Ідроттспарк, яке згодом було змінено на Норрпортен Арена. Спортивний центр був відчинений з 7 ранку до 10 вечора за місцевим часом і будь-хто міг потрапити до нього безкоштовно задля занять спортом. Окрім футбольного майданчика всередині було створено всі умови для занять тенісом та кеглями. Окрім відкриття стадіону серпень 1903 року був відзначений створенням нового футбольного клубу у місті, що отримав назву «ГІФ Сундсвалль». Сундсвалль Ідроттспарк одразу став для цієї команди домашньою ареною, якою є й досі. Крім того, тривалий час тут виступав інший місцевий клуб «ІФК Сундсвалль», доки не змінив місце проведення домашніх матчів на інший стадіон у Сундсваллі — Бальдерсговс Ідроттспарк. Втім, крім чоловічих футбольних клубів Норрпортен Арена є домівкою й для жіночої команди «Сундсвалль ДФФ».
Рекорд відвідуваності під час футбольних матчів на Норрпортен Арені було зафіксовано 15 жовтня 1961 року у поєдинку між «ГІФ Сундсвалль» та футбольним клубом «Гегадальс», який відвідали 16 507 глядачів. Ця гра, що була кваліфікаційною за право участі у Аллсвенскан, завершилася поразкою господарів з рахунком 2:4.
Протягом 2001–2002 років стадіон зазнав значних змін: відбулася масштабна реконструкція арени, що зачепила майже усі аспекти її функціонування та забезпечила відповідність усім нормам, що висувалися до сучасних стадіонів. 9 червня 2002 року відбулося, фактично, друге відкриття арени, що отримала нове життя після реконструкції. На церемонії, присвяченій цій події, був присутній Король Швеції Карл XVI Густаф. Після модернізації місткість стадіону склала 8 500 глядацьких місць, з яких 8 000 обладнано індивідуальними сидіннями, 5 000 з них перебувають під накриттям.
Окрім футбольних матчів Норрпортен Арена є місцем проведення численних концертів. Тут виступали такі відомі у світі музики особистості як Браян Адамс, Елтон Джон, Род Стюарт, Eagles, Roxette, Пер Гокан Гессле, Gyllene Tider та інші. Під час музично-розважальних заходів місткість стадіону може сягати 25 000.

## Зображення

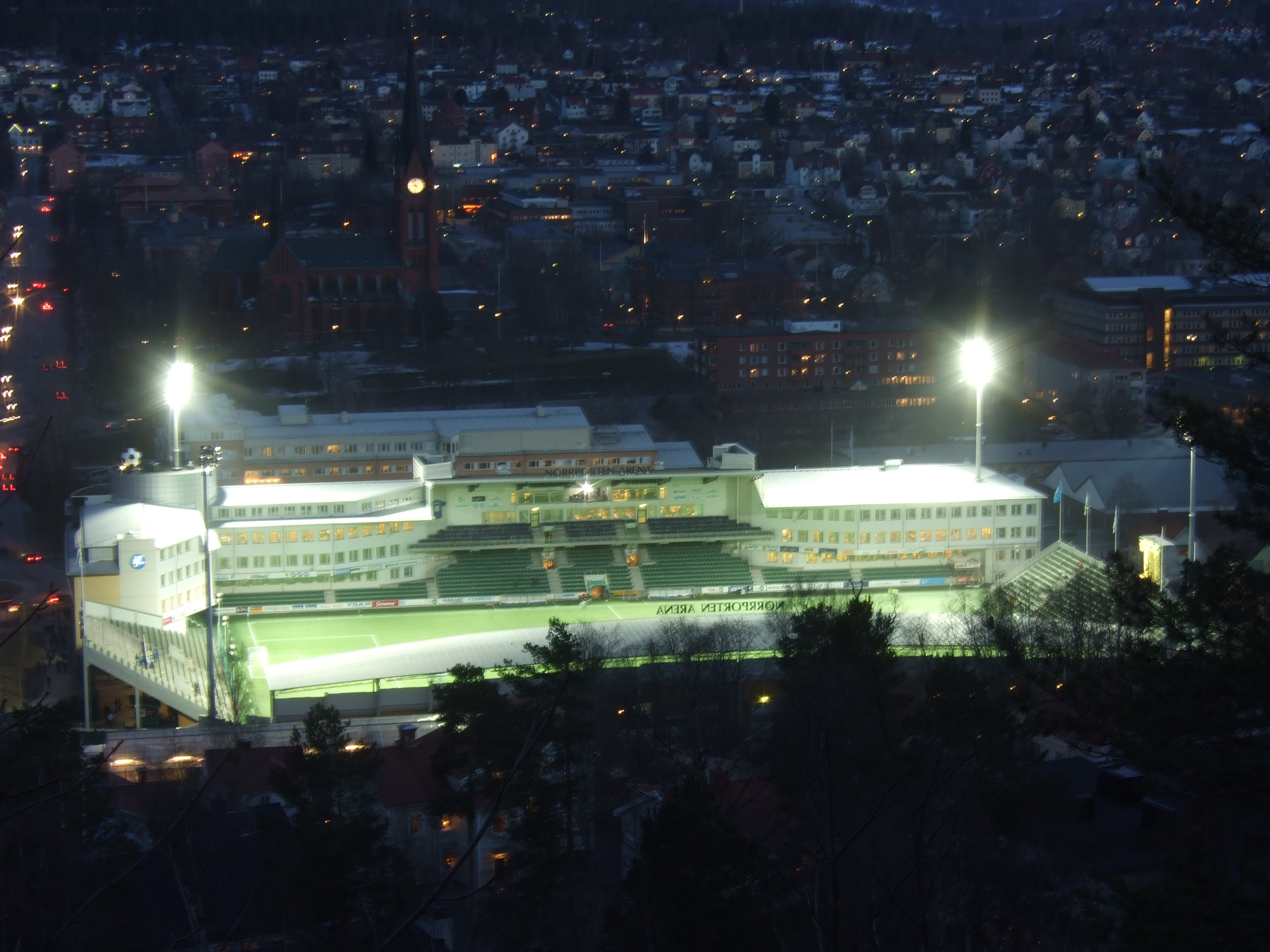
Вигляд стадіону вночі
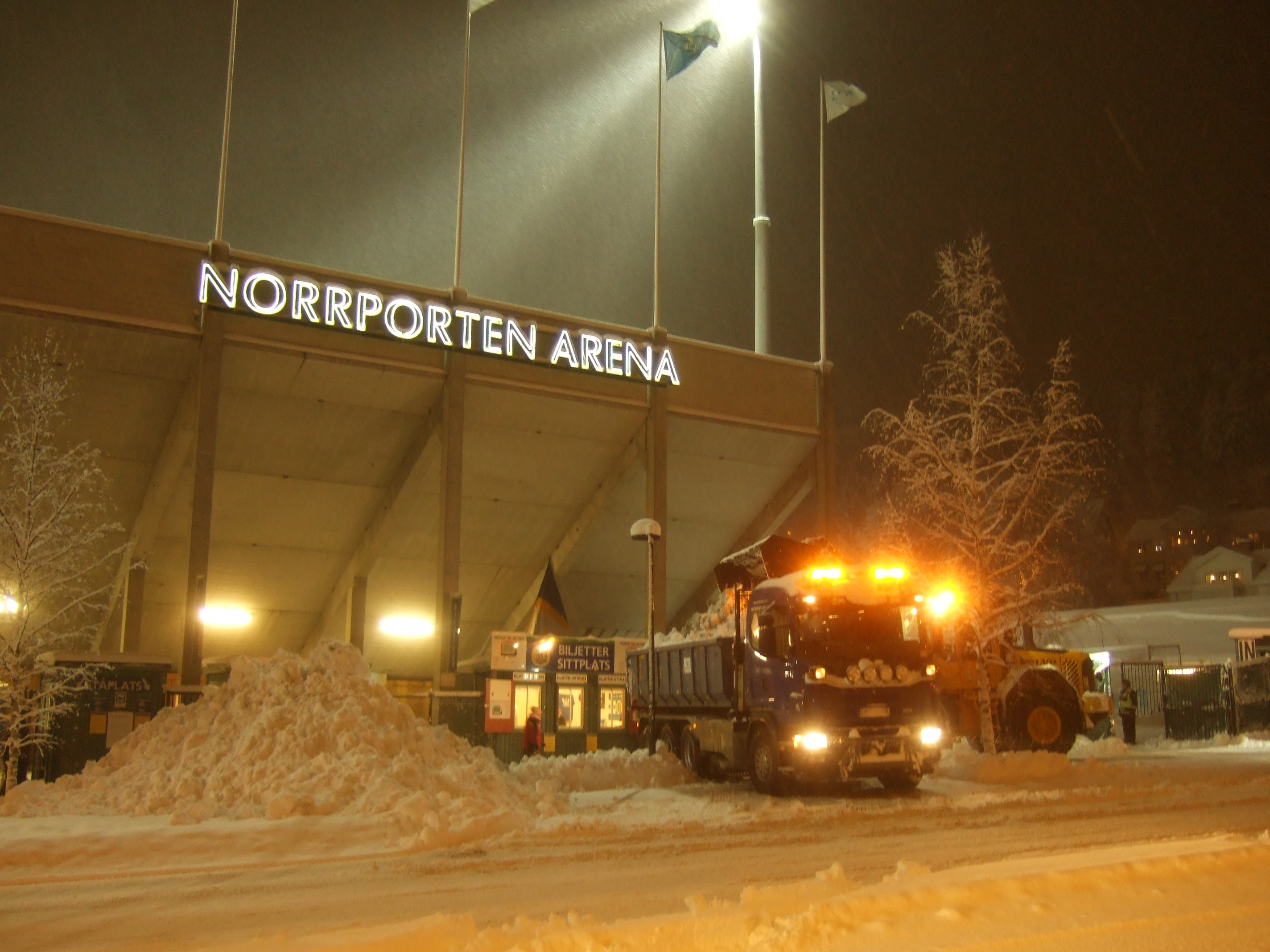
Фасад та каса
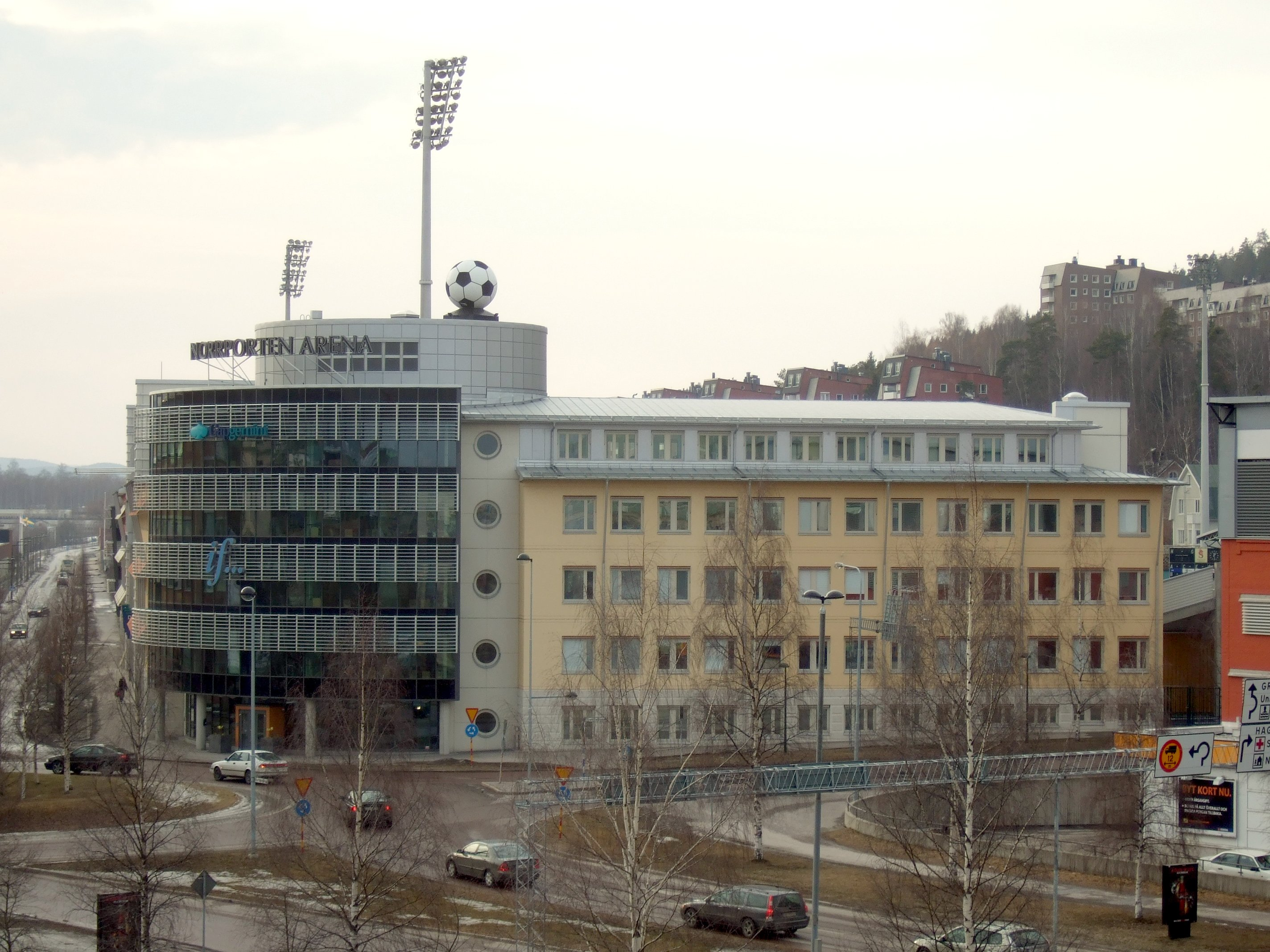
Загальний вигляд ззовні
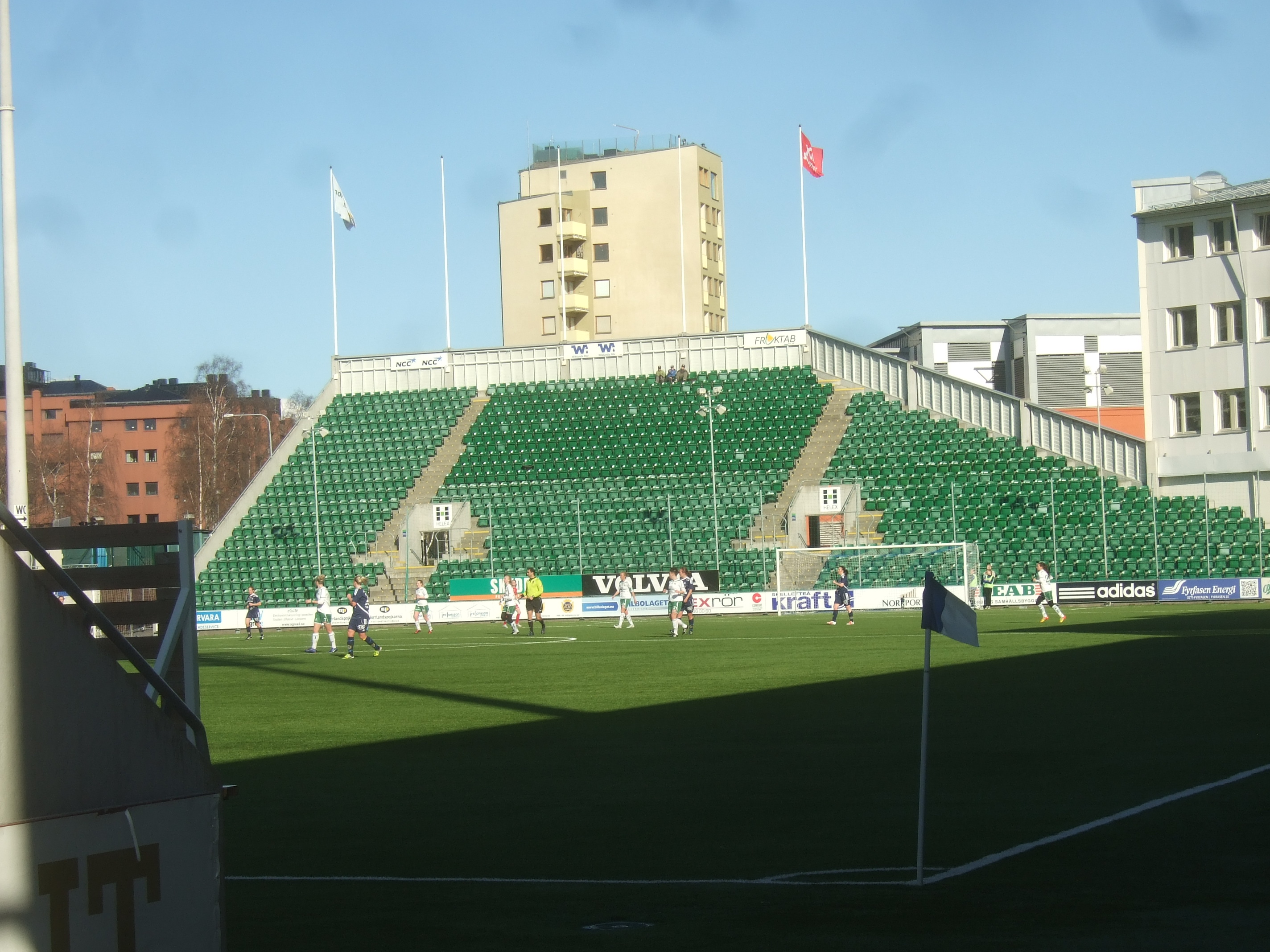
Трибуна за воротами
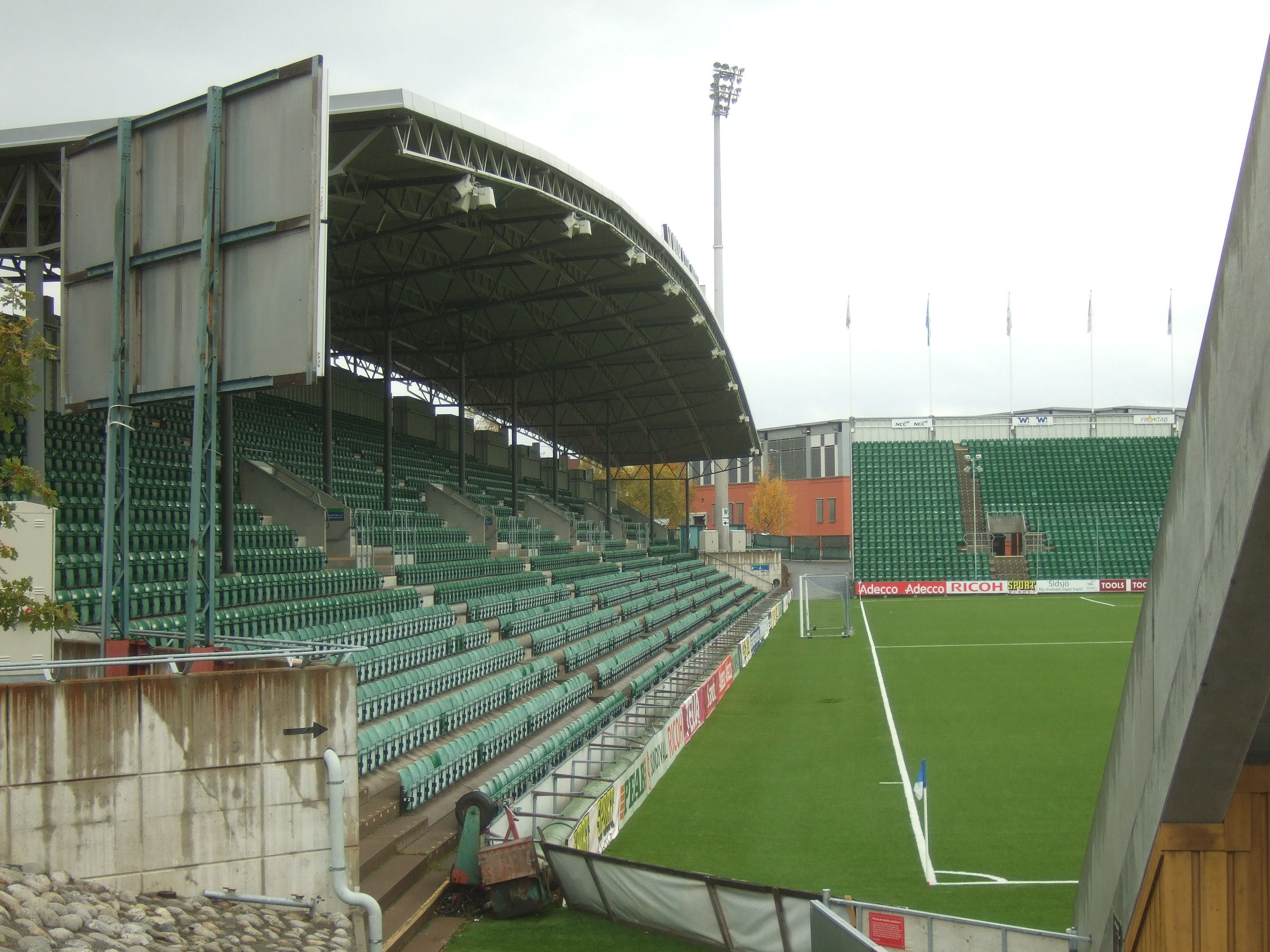
Одна з «довгих» трибун